# Klasyfikacja przepuklin pachwinowych i udowych

## Wstęp
Wprowadzenie w drugiej połowie XX wieku nowych metod operacyjnych przepuklin oraz zastosowanie materiałów aloplastycznych w ich leczeniu stworzyło potrzebę kompleksowej klasyfikacji przepuklin pachwinowych i udowych. Potrzebna jest ona w celu:
- usystematyzowania nazewnictwa,
- prowadzenia studiów wieloośrodkowych,
- oceny przydatności metody operacyjnej, w tym dla różnych typów przepuklin,
- oceny pooperacyjnych powikłań[1].

Do lat 50. XX wieku klasyfikacja przepuklin oparta była na anatomicznych założeniach Coopera i Hesselbacha. Ta klasyfikacja jest niewystarczająca dla oceny przepuklin. Rozróżnia jedynie przepukliny skośne (boczne), proste (przyśrodkowe) i udowe. Duże przepukliny noszą nazwę mosznowych. Mimo że od lat osiemdziesiątych XX wieku istnieje szereg ogólnie uznanych klasyfikacji przepuklin, połowa amerykańskich i jedna trzecia europejskich chirurgów posługuje się tradycyjną ich klasyfikacją. Według Zollingera nowoczesna klasyfikacja przepuklin powinna spełniać następujące warunki:
- opierać się na kryteriach anatomicznych,
- zawierać czynniki określające funkcję anatomiczną,
- umożliwiać powtarzalność klasyfikacji,

i charakteryzować się:
- prostotą
- przydatnością do zastosowania w ośrodkach niespecjalistycznych,
- być przydatna w śródoperacyjnej ocenie przepuklin operowanych różnymi metodami.

Powstało szereg klasyfikacji z których najczęściej używane są:
- klasyfikacja Gilberta zmodyfikowana przez Rutkowa i Robbinsa[4]
- klasyfikacja Nyhusa[5]
- klasyfikacja Shumpelicka[1][6]
- klasyfikacja EHS (European Hernia Society)[1][7]

## Klasyfikacja Gilberta
Klasyfikacja Gilberta oparta jest na doświadczeniu powołanej przez niego w roku 1980 grupy Hernia Analysis of Type and Surgery (CHATS). Wyróżnia ona 5 typów przepuklin:
Typ 1: przepukliny o niezmienionym pierścieniu pachwinowym wewnętrznym z łatwo odprowadzalnym workiem przepuklinowym.
Typ 2: przepukliny ze średnio powiększonym pierścieniem pachwinowym (< 4 cm) i niezmienionym trójkącie Hesselbacha.
Typ 3: przepukliny pachwinowe z pierścieniem pachwinowym wewnętrznym > 4 cm i zaburzeniem kompleksu przyśrodkowego (trójkąta Hesselbacha).
Typ 4: przepukliny zlokalizowane w okolicy trójkąta Hesselbacha (przepukliny proste/przyśrodkowe).
Typ 5: przepukliny zlokalizowane w trójkącie Hesselbacha (przepukliny proste/przyśrodkowe) z uchyłkowatym lub uchyłkowatymi ubytkami powięzi poprzecznej w obrębie tego trójkąta.
W roku 1993 Rutkow i Robbins poszerzyli tę klasyfikację o dwa typy:
Typ 6: przepukliny składające się z dwu komponent (przepuklina skośna/boczna i prosta/przyśrodkowa).
Typ 7: przepukliny udowe.

## Klasyfikacja Nyhusa
Klasyfikacja Nyhusa opracowana w roku 1990 oparta jest na ocenie:
- pierścienia pachwinowego głębokiego,
- trwałości tylnej ściany kanału pachwinowego,
- przemieszczenia naczyń nabrzusznych dolnych (arteria et vena epigastrica inferioris),
- stopnia zejścia worka przepuklinowego do kanału pachwinowego.

Nyhus rozróżnia cztery typy przepuklin:
- Typ I – przepukliny skośne z niezmienionym pierścieniem pachwinowym głębokim,
- Typ II – przepukliny skośne z powiększonym pierścieniem pachwinowym głębokim,
- Typ III – ubytek w obrębie trójkąta Hesselbacha. Ten typ przepuklin podzielony jest na trzy podgrupy
  - A - przepukliny proste,
  - B - przepukliny skośne niszczące tylną ścianę kanału pachwinowego,
  - C – przepukliny udowe jako specjalna forma przepukliny prostej.
- Typ IV – obejmuje wszystkie formy przepuklin nawrotowych.

Nyhus poleca dla poszczególnych typów przepuklin różne sposoby operacji.

## Klasyfikacja Schumpelicka
W roku 1994 Schumpelick opublikował własną klasyfikację przepuklin. Klasyfikacja Schumpelicka oparta jest na trzech elementach:
1. wielkości wrót przepuklinowych,
2. lokalizacji wrót przepuklinowych,
3. informacji o nawrotach.

Wielkość przepukliny mierzona jest na poziomie pierścienia pachwinowego głębokiego.
Schumpelick rozróżnia 3 wielkości: 1 – poniżej 1,5 cm; 2. pomiędzy 1,5 cm i 3,0 cm; 3. powyżej 3,0 cm.
Przepukliny przyśrodkowe (proste) oznaczone są skrótem M (mediale), boczne (skośne) literą L (laterale), przepukliny zawierające obydwie komponenty skrótem Mc; przepukliny udowe (femorale) literą F. W przypadku przepuklin mieszanych wielkość przepukliny jest sumą średnicy ubytków.
Informacje o przepuklinach nawrotowych uzyskuje się przez dodanie do opisu litery R (recidivans).
Przykład zapisu: Mc III(MILII) F R2 oznacza przepuklinę mieszaną o wrotach przepukliny przyśrodkowej poniżej 1,5 cm, bocznej pomiędzy 1,5 i 3,0 cm. Przepuklinie tej towarzyszy przepuklina udowa. Przepuklina była już dwa razy operowana.

## Klasyfikacja EHS
W roku 2004 w trakcie spotkania rady nadzorczej EHS w Caprii zapadła decyzja opracowania europejskiej klasyfikacji przepuklin pachwinowych i udowych. W założeniach powinna być prosta do zapamiętania i przystosowana dla wszystkich chirurgów. Oparta jest na:
- ocenie lokalizacji przepukliny (przyśrodkowa/prosta; boczna/skośna; udowa),
- wielkości wrót przepuklinowych (do 1,5 cm; od 1,5 cm do 3,0 cm; powyżej 3,0 cm),
- informacji o nawrotach.

Na specjalnym blacie dokumentuje się typ i wielkość przepukliny oraz informacje o komponencie udowej przepukliny. Brak informacji o tej komponencie określa się przez Fx w odróżnieniu od F0, kiedy przepukliny nie stwierdzono.
| Typ przepukliny |   | Pierwotna | Wtórna |   |   |
| --------------- | - | --------- | ------ | - | - |
|                 | 0 | 1         | 2      | 3 | X |
| L               |   |           |        |   |   |
| M               |   |           |        |   |   |
| F               |   |           |        |   |   |

## Inne klasyfikacje
Istnieje szereg specjalistycznych klasyfikacji jak: klasyfikacja Stoppy (zwracająca uwagę na czynniki obciążające), klasyfikacja Campanelliego (dla przepuklin nawrotowych), klasyfikacja Bendavida (bardzo szczegółowa i trudna do zastosowania). Te klasyfikacje znajdują zastosowanie głównie w centrach przepuklinowych.